# Takahashi Meijin no Bug-tte Honey
Takahashi Meijin no Bug-tte Honey (高橋名人のBUGってハニー?), es un videojuego de acción de Hudson Soft publicado para la Family Computer el 5 de junio de 1987. El juego se inspira en el anime Bug-tte Honey (BUGってハニー?), cuyo elenco de personajes incluye a Takahashi Meijin, el personaje principal y héroe de la serie Adventure Island, así como un rediseño del hada conocida como Bug-tte Honey (pronunciado "Bugute"). En el anime, Takahashi y Honey viven diversas aventuras junto a tres comunes escolares de la Tierra. Muchos de los episodios hacen referencia a otros populares títulos de Hudson para Famicom como Bomberman y Lode Runner.
Aunque el juego se inspira en el anime (que a su vez se inspira en Adventure Island) el juego no sigue necesariamente alguno de los episodios del show. En lugar de eso, el título consta de cuatro fases. En la primera, el jugador controla a Bug-tte Honey, que posee la habilidad de volar por la pantalla. Al final de la primera fase, Honey rescata a Takahashi rompiendo la jaula en la que se encuentra cautivo. De ahí en adelante el jugador controla a Takahashi. En cada fase debe descubrirse la localización de ocho huevos ocultos, que al ser recogidos, envían al jugador a una fase de estilo Breakout/Arkanoid. En estas fases, de los bloques caerán cuatro letras diferentes de las cuales solo una se debe recoger. El tomar cualquiera de las otras cuesta al jugador la pérdida de una vida. Para pasar de una fase a la siguiente, el jugador ha de saber qué letras recoger. Cada una de las ocho letras por fase dan lugar a una contraseña.
El juego nunca se publicó fuera de Japón, posiblemente porque el anime tampoco fue emitido fuera del país. Sin embargo el título es jugable sin necesidad de conocer el idioma japonés.